# خط طول 95° غرب
خط طول 95° غرب هو أحد خطوط الطول الجغرافية، والتي تمتد من القطب الشمالي الجغرافي إلى القطب الجنوبي الجغرافي، وحسب التحويل الزمني يتأخر خط طول 95° غرب عن خط غرينتش بـ6 ساعة و20 دقيقة.

## من القطب إلى القطب
ينطلق خط طول 95° غرب من القطب الشمالي نحو القطب الجنوبي مرورا بالمناطق التي ترد في الجدول التالي:
| الإحداثيات                         | البلد أو الإقليم أو البحر | ملاحظات |
| ---------------------------------- | ------------------------- | --- |
| 90°0′N 95°0′W / 90.000°N 95.000°W  | المحيط المتجمد الشمالي    | |
| 81°2′N 95°0′W / 81.033°N 95.000°W  | كندا                      | نونافوت — جزيرة أكسل هايبرغ، Bjarnason Island وجزيرة أكسل هايبرغ again |
| 79°16′N 95°0′W / 79.267°N 95.000°W | Massey Sound              | |
| 78°25′N 95°0′W / 78.417°N 95.000°W | كندا                      | نونافوت — جزيرة آمون ريجنس [لغات أخرى]‏ |
| 78°1′N 95°0′W / 78.017°N 95.000°W  | Hendriksen Strait         | |
| 77°47′N 95°0′W / 77.783°N 95.000°W | كندا                      | نونافوت — Cornwall Island |
| 77°28′N 95°0′W / 77.467°N 95.000°W | Belcher Channel           | |
| 76°59′N 95°0′W / 76.983°N 95.000°W | كندا                      | نونافوت — جزيرة ديفون |
| 76°14′N 95°0′W / 76.233°N 95.000°W | Queens Channel            | |
| 76°6′N 95°0′W / 76.100°N 95.000°W  | كندا                      | نونافوت — Dundas Island |
| 76°3′N 95°0′W / 76.050°N 95.000°W  | Queens Channel            | مرورا بغرب Baillie-Hamilton Island، نونافوت, كندا (في 75°55′N 94°52′W / 75.917°N 94.867°W) |
| 75°37′N 95°0′W / 75.617°N 95.000°W | كندا                      | نونافوت — جزيرة كورنواليس [لغات أخرى]‏ |
| 74°40′N 95°0′W / 74.667°N 95.000°W | Parry Channel             | Barrow Strait — مرورا بغرب Griffith Island، نونافوت, كندا (في 74°31′N 95°13′W / 74.517°N 95.217°W) |
| 74°2′N 95°0′W / 74.033°N 95.000°W  | كندا                      | نونافوت — Somerset Island و the شبه جزيرة بوتيا (mainland) |
| 69°37′N 95°0′W / 69.617°N 95.000°W | Rae Strait                | مرورا بشرق جزيرة الملك وليام، نونافوت, كندا (في 68°52′N 95°9′W / 68.867°N 95.150°W) |
| 68°3′N 95°0′W / 68.050°N 95.000°W  | كندا                      | نونافوت — mainland مانيتوبا — من 60°0′N 95°0′W / 60.000°N 95.000°W أونتاريو — من 52°56′N 95°0′W / 52.933°N 95.000°W |
| 49°22′N 95°0′W / 49.367°N 95.000°W | الولايات المتحدة          | مينيسوتا — Northwest Angle |
| 49°11′N 95°0′W / 49.183°N 95.000°W | بحيرة الغابات             | |
| 48°58′N 95°0′W / 48.967°N 95.000°W | الولايات المتحدة          | مينيسوتا آيوا — من 43°30′N 95°0′W / 43.500°N 95.000°W ميزوري — من 40°34′N 95°0′W / 40.567°N 95.000°W كانساس — من 39°54′N 95°0′W / 39.900°N 95.000°W Missouri — من 39°40′N 95°0′W / 39.667°N 95.000°W Kansas — من 39°26′N 95°0′W / 39.433°N 95.000°W أوكلاهوما — من 37°0′N 95°0′W / 37.000°N 95.000°W تكساس — من 33°51′N 95°0′W / 33.850°N 95.000°W, the mainland و Galveston Island |
| 29°10′N 95°0′W / 29.167°N 95.000°W | خليج المكسيك              | |
| 18°34′N 95°0′W / 18.567°N 95.000°W | المكسيك                   | ولاية فيراكروز ولاية واهاكا — من 17°20′N 95°0′W / 17.333°N 95.000°W |
| 16°12′N 95°0′W / 16.200°N 95.000°W | المحيط الهادئ             | |
| 60°0′S 95°0′W / 60.000°S 95.000°W  | المحيط الجنوبي            | |
| 72°32′S 95°0′W / 72.533°S 95.000°W | القارة القطبية الجنوبية   | المطالب الإقليمية بالقارة القطبية الجنوبية |